# 西山製麺
西山製麺株式会社（にしやませいめん）は、北海道札幌市にある製麺会社。

## 概要
「西山ラーメン」として、札幌ラーメンを語るには欠かすことの出来ない製麺業者である。太くてコシのある縮れ麺は『札幌ラーメン』を象徴する麺で、札幌市の30%以上のラーメン店で採用されているほか、道内や本州のスーパーマーケット等でも一般家庭用として販売されている。
イメージキャラクターは、「めん助」。地元の小学校の多くが、社会科見学をする企業として知られている。

## 沿革
- 1947年 札幌にて、西山製麺創業者の西山仙治がラーメン店『だるま軒』を開業[2]。
- 1950年 西山仙治の従兄弟の西山孝之が『だるま軒』の製麺に携わる。
- 1953年 『だるま軒』の製麺部門を独立させ、札幌市中央区に西山製麺所を開業[2]。
- 1955年 札幌ラーメンの麺として定着する『縮れ麺』を開発。
- 1963年 西山製麺株式会社を設立。西山孝之が初代代表取締役となる。
- 1980年 現所在地の札幌市白石区に工場を建設、本社を移転。

## 所在地
本社・工場
- 札幌市白石区平和通16丁目南1-1

## 主な製品
- 生ラーメン

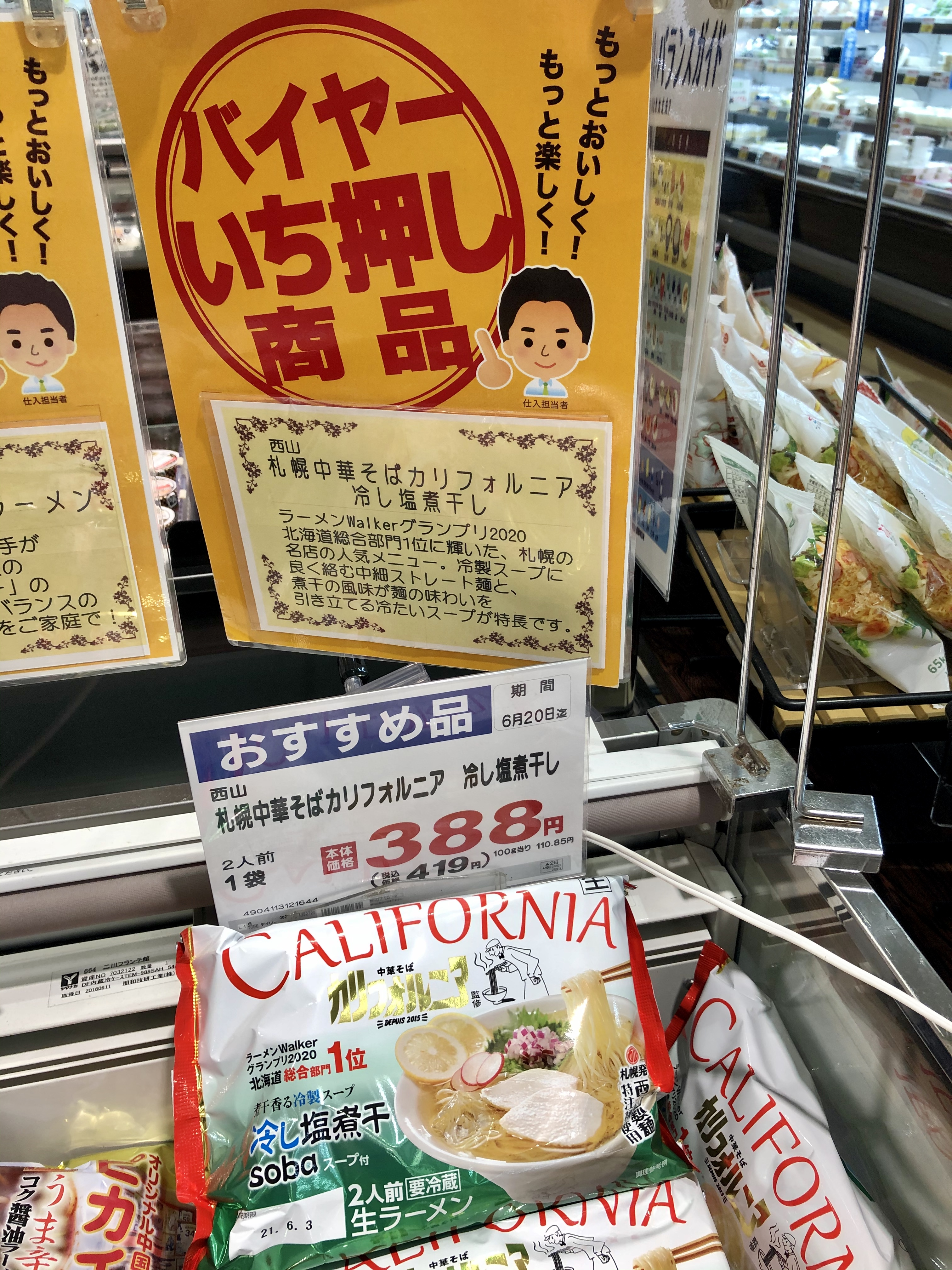
「中華そばカリフォルニア監修冷し塩煮干」。愛知県豊橋市のスーパーマーケットにて。

- スープ付きラーメン（西山ラーメン伝シリーズなど）
- ラーメンスープ
- 餃子の皮

## その他
- 桑名（札幌市）や王将（千歳市）といった道内ラーメン店と提携した商品も発売している。
- めん助は最初めん太郎という名前だったが、企画段階で変更された。
- 麺以外、スープ・たれ・メンマ等の商品開発は本社に隣接する完全子会社の西山食品が行なっている。
- エフエム北海道にて西山美食話という番組を長年提供している。